# Wort-des-Glaubens-Bewegung
Die Wort-des-Glaubens-Bewegung (englisch Word of Faith) ist eine spezielle Richtung des Christentums, die in manchen Pfingstgemeinden und charismatischen Gemeinden Verbreitung gefunden hat. Sie stammt aus dem angelsächsischen Raum und ist in Deutschland vor allem durch die Bücher des US-Amerikaners Kenneth Hagin bekannt geworden. Sie ist auch bekannt unter dem Namen Glaubensbewegung. Aufgrund der Verbindung zu Fernsehpredigern und der Verkündung des Wohlstandsevangeliums ist die Wort-des-Glaubens-Bewegung umstritten.

## Ursprünge
Die Ursprünge der Bewegung gehen zurück bis ins 19. Jahrhundert. Als einer der ersten Vertreter der Bewegung könnte Essek William Kenyon (1867–1948) angesehen werden. Kenneth Hagin (1917–2003), der oftmals als der „Vater der modernen Word-of-Faith-Bewegung“ genannt wird, könnte von Kenyons Schriften stark beeinflusst worden sein. Er arbeitete ähnlich dessen „Theologie des Bekennens“ eine viergliedrige Formel aus, die Bestandteil seiner Lehre wurde: „Sag’ es; Tue es; Empfange es; Sag’ es weiter.“ (Original: „Say it; do it; receive it; tell it.“) Viele Prediger wurden von Hagin beeinflusst, darunter Kenneth Copeland, Creflo Dollar, Joyce Meyer, Jerry Savelle, Bill Winston, Joel Osteen, Charles Nieman und Hobart Freeman, welche (vor allem in Amerika) für ihr umstrittenes Wirken als Televangelisten bekannt sind.
Kritiker dieser Bewegung behaupten esoterische Wurzeln. Dan R. McConnell von der Oral Roberts Universität stellte die These der „Kenyonverbindung“ (engl.: Kenyon Connection) auf. Diese besagt, Kenyon adoptiere lediglich die Lehren der Neugeist-Bewegung und verbreite sie unter einem anderen Namen. McConnell zufolge ist die Word-of-Faith Bewegung also nichts anderes als ein Trojanisches Pferd.
Der baptistische Evangelist Justin Peters, der ein bekennender Kritiker der Bewegung ist und häufig im amerikanischen Fernsehen als Word-of-Faith-Experte aufgetreten ist, sieht die Wurzeln der Bewegung in den metaphysischen Kulten des 19. und 20. Jahrhunderts (z. B.: Aimee Semple McPhersons International Church of the Foursquare Gospel, Phineas Quimbys Neugeist-Bewegung, Mary Baker Eddys Christian Science).

## Theologie

### Glauben
Kernpunkt der Theologie der Wort-des-Glaubens-Bewegung ist Kapitel 11  des Hebräerbriefs aus dem Neuen Testament. Darin wird Glaube als etwas definiert, das den empirischen Bereich übersteigt. Festhalten an biblischen Verheißungen trotz gegenteiliger Erfahrungen ist für die Wort-des-Glaubens-Lehre zentral. Man bleibt also in einem Zustand der Erwartung und der Gespanntheit auf die Dinge, die Gott einem verheißen hat. Wichtig dafür ist auch die Lehre, dass der gläubige Christ, insofern er an der Erlösungstat Jesu festhält, bereits vollkommen sei. Es liegt also dieser Theologie grundlegend eine Spaltung der Wirklichkeit in unsichtbare Realität und sichtbare, noch nicht verwirklichte Realität zugrunde. Gott habe sich laut Glaubensbewegung festgelegt, immer gemäß den biblischen Verheißungen und Prinzipien (ein beliebtes Wort in der Bewegung) zu handeln. Glauben habe jetzt damit zu tun, diese Prinzipien auf sein Leben anzuwenden.
Der Glaubensbegriff habe also weniger die Dimension der Gottesbeziehung und mehr den Charakter von Inanspruchnahme bestimmter Verheißungen. Deswegen ist eine häufige Redewendung in diesen Kreisen, dass man „für etwas“ glaubt, also „Glauben hat“, bestimmte Dinge zu erlangen.

### Offenbarung
Die Wort-des-Glaubens-Bewegung unterscheidet zwischen zwei Arten von Lehre: Logos und Rhema: Logos sei die vernünftige Rede, das geschriebene Wort der Bibel, theologische Reflexion und Lehre. Rhema hingegen sei das Wort Gottes, das sich „ereignet“. Es bezeichne einen bestimmten ekstatischen Zustand, in dem einem das Wort Gottes bewusst wird. Man erfahre biblische Wahrheiten existentiell, spüre, wie sie für das eigene Leben Bedeutung haben. Dies sei der Zustand, der eigentlich dem Glauben (wie oben definiert) vorausgehe. Recht plötzlich erhalte man einen tieferen oder gar korrigierten Einblick in biblische Zusammenhänge, und es steige der Mut in einem auf, diese auf sein Leben zu beziehen.

### Das Objekt des Glaubens
Es gibt einige wiederkehrende Themen in der Glaubensbewegung. Das wichtigste ist die neue Identität in Christus. Man lehrt aufgrund des Römerbriefs (10,4 ), dass der Gläubige nun eine neue, gottähnliche Natur habe. Da Gott möchte, dass es seinen Kindern gut gehe, müsste man ihm trotz widriger Umstände Vertrauen schenken und nicht daran zweifeln, dass der verheißene Segen eintrifft. Dazu gehöre – und hier gibt es durchaus Unterschiede in der Akzentuierung – auch materieller Reichtum und Gesundheit. Es wird auch von einem Anspruch der Gläubigen gesprochen. Gott habe sich entschieden, außerhalb seiner Verheißungen, die mit Glauben empfangen werden müssen, nicht oder kaum zu handeln.

### Das Bekennen
Der Glauben allein genüge noch nicht. In Anlehnung an Röm 10,10  („Wer im Herzen glaubt und mit dem Munde bekennt, der wird gerettet.“) sei es wichtig, die durch Offenbarungserkenntnis erlangten Einsichten über den Segen, der den Gläubigen zustehe, auch auszusprechen. Das Wort werde durch Aussprechen wirksam – gemäß Mk 11,23 : „Wenn jemand zu diesem Berg spricht: Hebe Dich und wirf Dich ins Meer! und in seinem Herzen nicht zweifelt, sondern glaubt, dass das, was er sagt, geschieht, so wird ihm zuteil werden, was immer er sagt.“

## Praxis

### Akzentuierungen und Verbreitung
Verschiedene Gemeinden und Prediger, die sich zur Glaubensbewegung zählen, heben durchaus unterschiedliche Dogmen aus diesem Lehrgebäude hervor. Zum einen wird von manchen besonders stark die neue Identität in Christus betont. Diese Lehre stößt als Gegenmodell eines krampfhaften Heiligungsbestrebens bis in nichtcharismatische evangelikale Kreise vor. Ein Anknüpfungspunkt an klassisch pfingstliche Vorstellungen ist die Betonung von (Heilungs-)Wundern.
Eine andere Richtung ist die Wohlstandstheologie. Typischerweise wird hier als eines der „Prinzipien, nach denen Gott arbeitet“, das von „Aussaat und Ernte“ angesehen. Es gibt auch die Betonung, vor allem seiner Gemeinde zu geben. Im Unterschied zu calvinistischen Vorstellungen gilt solcher Reichtum weniger als die Bestätigung der Erwählung des Gläubigen (Wort-des-Glaubens-Gemeinden sind in der Regel nicht calvinistisch), sondern mehr als missionarisches Zeichen, wie gut es Anhängern des christlichen Gottes geht.

### Gemeindeleben
In vielen Punkten gleicht das Gemeindeleben dem einer typisch charismatischen Freikirche. Man verfolgt ein attraktionistisches Modell von Mission, in dem Nichtgläubige durch Erfolg und Wohlergehen der Gläubigen und durch eigenes Erleben von Vorteilen und Segnungen zum Glauben kommen. Folglich sind die zentralen missionarischen Veranstaltungen auch Heilungsgottesdienste.
Unter den bekanntesten Predigern der Bewegung außerhalb Amerikas sind heute in Nigeria Enoch Adeboye und David Oyedepo zu nennen, in Südkorea David Yonggi Cho, und in Deutschland John Angelina (Gospel Life Center), Peter Wenz (Gospel Forum), Helmut Bauer (Wort und Geist) und Wolfhard Margies (Gemeinde auf dem Weg).

## Kritik und Kontroversen

### Das Wirken der Fernsehprediger
Prominenten Personen der Wort-des-Glaubens-Bewegung, darunter Joyce Meyer, Kenneth Copeland und der brasilianische Medienunternehmer und selbsternannte „Bischof“ Edir Macedo, wird ein verschwenderischer Lebenswandel sowie die Veruntreuung von Spendengeldern für private Zwecke vorgeworfen. Creflo Dollar ging sogar so weit, dass er seine Anhänger explizit dazu aufforderte, direkt für den Kauf eines 65 Millionen Dollar teuren Luxus-Jets zu spenden.
Im Gegenzug dazu ist die Hilfsbereitschaft gegenüber in Not geratenen eher gering: Joel Osteen verweigerte nach dem Hurrikan Harvey durch den Sturm obdachlos gewordenen Menschen die Zuflucht, mit der – nachweislich falschen – Begründung, diese wäre durch den Sturm „überflutet“ gewesen.

### Verehrung von Donald Trump
Kenneth Copeland forderte 2016 seine Zuschauer in einer Fernsehübertragung dazu auf, bei der damals bevorstehenden Präsidentschaftswahl für Trump zu stimmen; anderenfalls wären sie – hinsichtlich der liberalen Abtreibungspolitik Hillary Clintons – des Mordes schuldig. Nach einem Dinner im Weißen Haus behauptete Copeland, dass Trump "durch den Geist Gottes gelenkt" sei. Er hoffe, dass die Ernennung konservativer Richter am Supreme Court zu einer „religiösen Wende“ in den USA führe. Anfang November 2020 sorgte die Televangelistin Paula White mit einem bizarren Auftritt für Aufmerksamkeit, als sie von „hohen dämonischen Leveln“ und „dämonischen Netzwerken“ gegen Trump sprach, während sie ekstatisch für dessen Wiederwahl betete.

### Verschwörungstheorien über das Coronavirus
Trotz der grassierenden COVID-19-Pandemie wurde die Gefahr von prominenten Vertretern der Bewegung ignoriert, so wurden weiterhin Massengottesdienste gefeiert und Versammlungen abgehalten. Einige Fernsehprediger behaupteten gar, sie könnten Erkrankte durch Gebete heilen oder sie mit Gottes Segen widmen und so immun machen. Kenneth Copeland sorgte mit einem bizarren Auftritt für Aufmerksamkeit, als er in einer am 30. März 2020 im Fernsehen übertragenen Predigt eine „Urteilsvollstreckung“ („execute judgement“) am SARS-CoV-2-Virus verkündete, woraufhin er die Pandemie für beendet erklärte. In einer Sendung von Anfang April 2020 versuchte Copeland, mit Gottes Hilfe eine Hitzewelle zur Zerstörung des Virus hervorzurufen. So pustete er in die Kamera und erklärte, damit den Wind Gottes auf COVID-19 geblasen zu haben, um das Virus endgültig zu zerstören. Kritiker warfen ihm daraufhin die Verbreitung eines möglicherweise gefährlichen Aerosols vor.

### Angebliche Wunderheilungen
Sogenannte Wunderheilungen werden nicht nur bei der US-amerikanischen Gemeinde Copelands inszeniert, sondern auch bei den Gottesdiensten der oben genannten Gospel Forum und Wort und Geist aus Deutschland. In Heilungsgottesdiensten wird Besuchern suggeriert, dass durch Gottes Kraft auch unheilbare Krankheiten, wie Krebs, geheilt werden könnten. Auf die angeblichen Krebsheilungen angesprochen reagiert die Ärztin Karin Freund aus dem Gesundheitsamt Nürnberg mit den Worten: „Da kann man so lange Hand auflegen, wie man will – der Krebs geht dadurch nicht weg“, und fordert die „Heiler“ auf, einen wissenschaftlichen Nachweis ihrer Methoden zu liefern. Ein Redner bei einer Veranstaltung des Gospel Forum sagte zu den 6.000 Besuchern, dass jemand in der Halle sei, der vor einer Herztransplantation stehe. Diese werde nicht mehr gebraucht, da Gott ihm ein neues Herz erschaffen habe.